# 特勒门湖
特勒门湖是位於蒙古扎布汗省、杭愛山脈北麓的鹹水湖。面積194平方公里，是蒙古第十一大湖泊。
湖水鹽度為6.49-7.61%。湖上有三個島嶼，是候鳥棲息的地方。